# Osservatorio astronomico di Quito
L'osservatorio astronomico di Quito (OAQ) è un osservatorio astronomico situato nel Parco Alameda a Quito, in Ecuador.

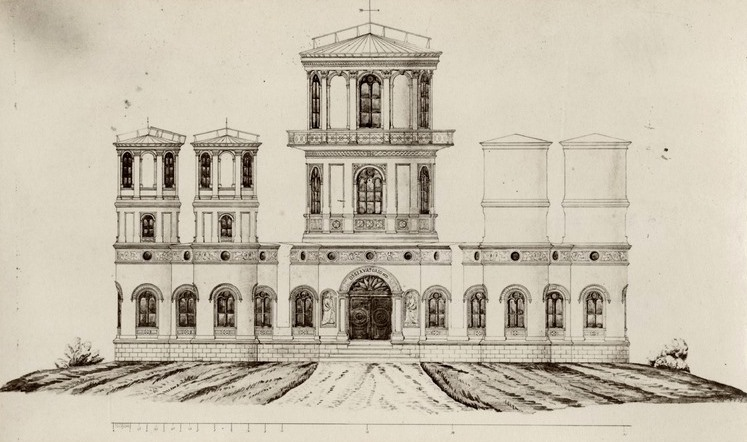
L'osservatorio astronomico di Quito (1873)

Fu costruito nel 1873, primo nell'America del sud, su iniziativa dell'allora presidente ecuadoriano Gabriel García Moreno. È l'unico presente in Ecuador ed è gestito dall'università "Escuela Politécnica Nacional". L'osservatorio, che svolge attività divulgative e al cui interno è presente un museo, è dotato di un telescopio rifrattore costruito da Jacob Merz con montatura equatoriale, 24 centimetri nel 1875 e di diversi strumenti per la meteorologia e la geodesia; una stazione meteorologica è infatti presente fin dalla fondazione dell'osservatorio e si occupa del monitoraggio del clima della capitale ecuadoriana.